# Illa Cameron
L'illa Cameron (en anglès Cameron Island) és una de les illes àrtiques que conformen l'arxipèlag de la Reina Elisabet, pertanyent al territori de Nunavut, al nord del Canadà.

## Geografia
L'illa Cameron és la més septentrional de les quatre illes que es troben a l'extrem nord-oest de l'illa de Bathurst, junt a l'illa Alexander, l'illa Massey i l'illa Vanier, i que semblen una prolongació, en forma de península de l'illa de Bathurst. Fins al 1947 no es va poder determinar que en realitat eren quatre illes separades per estrets canals.
Es troba al nord de l'illa Vanier, de la qual la separa l'estret Arnott. La seva superfície és de 1.059 km² i l'alçada màxima és de 191 m al Mont Wilmot.

## Història
Aquesta és l'única illa de l'àrtic canadenc en què s'ha desenvolupat la producció petroliera. El 1974 la Panarctic Oils Ltd hi va trobar petroli i el camp va estar en explotació entre 1985 i 1996.